# Óblast autónomo Ingusetio
El Óblast Autónomo Ingusetio (en ruso: Ингушская автономная область), u Óblast Autónomo de Ingusetia, fue una entidad territorial administrativa autónoma de la RSFS de Rusia creada el 7 de julio de 1924, cuando se separó de la República Autónoma Socialista Soviética de la Montaña. Desde el 16 de octubre de 1924 perteneció al Krai del Cáucaso Norte. El 15 de enero de 1934 se fusionó con el Óblast autónomo Checheno para formar el Óblast autónomo Checheno-Ingusetio. Su capital era Nazrán.

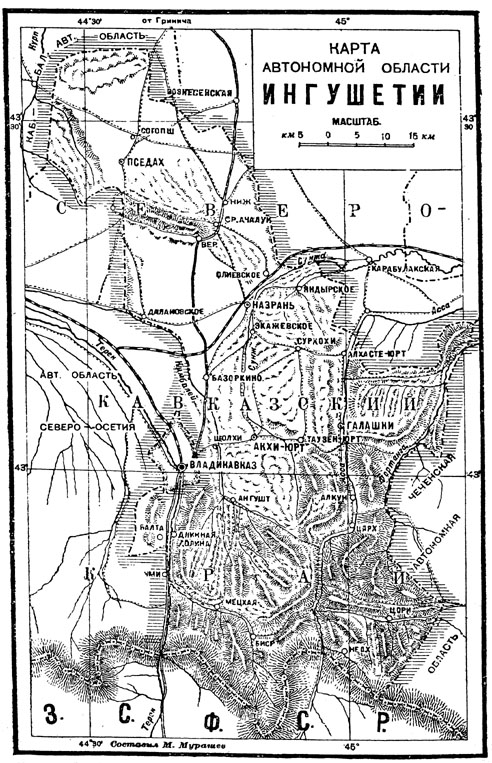
Óblast autónomo Ingusetio en 1931.

- Datos: Q2357373